# 特魯布河
46°55′15″N 7°50′36″E / 46.92080°N 7.84332°E
特魯布河是瑞士的河流，位於該國中西部，流經伯恩州，屬於伊爾菲斯河的右支流，河道全長13.8公里，流域面積54.6平方公里，河口處在特魯布沙亨。